# シュパルカセン・ミュンスターラント・ギーロ
シュパルカセン・ミュンスターラント・ギーロ（Sparkassen Münsterland Giro）は例年10月上旬、ドイツ、ノルトライン＝ヴェストファーレン州・ミュンスターで行われる自転車ロードレースのワンデイレース。UCIヨーロッパツアー1.1カテゴリであったが、2015年より1.HCカテゴリ、2020年よりUCIプロシリーズに昇格した。

## 歴代優勝者
| 年   | 選手名                                                           |
| ---- | ---------------------------------------------------------------- |
| 2006 | パウル・マルテンス                                               |
| 2007 | ヨス・ファン・エムデン                                           |
| 2008 | アンドレ・グライペル                                             |
| 2009 | アレクセイス・サラモティンス                                     |
| 2010 | ヨースト・ファン・レイエン                                       |
| 2011 | マルセル・キテル                                                 |
| 2012 | マルセル・キテル                                                 |
| 2013 | ヨス・ファン・エムデン                                           |
| 2014 | アンドレ・グライペル                                             |
| 2015 | トム・ボーネン                                                   |
| 2016 | ジョン・デーゲンコルプ                                           |
| 2017 | サム・ベネット                                                   |
| 2018 | マックス・ヴァルシャイト                                         |
| 2019 | アルバロ・ホッジ                                                 |
| 2020 | 新型コロナウイルス感染症の世界的流行 (2019年-)の影響により未開催 |
| 2021 | マーク・カヴェンディッシュ                                       |
| 2022 | オラフ・コーイ                                                   |
| 2023 | ペールストランド・ハーゲネス                                     |
| 2024 | ヤスペル・フィリプセン                                           |